# Islington
Islington (London Borough of Islington) is een Engels district of borough in de regio Groot-Londen, gelegen in het centrale deel van de metropool. De borough telt 235.000 inwoners. De oppervlakte bedraagt 15 km².
Van de bevolking is 10,2% ouder dan 65 jaar. De werkloosheid bedraagt 5,8% van de beroepsbevolking (cijfers volkstelling 2001).
De uitspraak is Izlingt'n, niet Ailingt'n.

## Wijken in Islington
- Barnsbury
- Canonbury
- Farringdon
- Finsbury
- Holloway
- Islington
- Nag's Head
- Pentonville

## Bekende personen uit Islington

### Geboren
- Charles Scott Sherrington (1857-1952), neurofysioloog en Nobelprijswinnaar (1932)
- Henry Hallett Dale (1875-1968), neurowetenschapper en Nobelprijswinnaar (1936)
- Harry Green (1886-1934), marathonloper
- Binnie Barnes (1903-1998), actrice
- James Beck (1929-1973), acteur
- Jean Simmons (1929-2010), actrice
- Charlie Watts (1941-2021), drummer
- Rosemary Brown (Dana Scallon) (1951), Ierse zangeres en politica
- Helena Bonham Carter (1966), actrice
- Adewale Akinnuoye-Agbaje (1967), acteur
- Emily Watson (1967), actrice
- Warren Barton (1969), voetballer
- Dwain Chambers (1978), atleet
- Angel Coulby (1980), actrice
- Adebayo Akinfenwa (1982), voetballer
- Leona Lewis (1985), zangeres
- Simeon Williamson (1986), sprinter
- Asa Butterfield (1997), acteur
- Samuel Iling-Junior (2003), voetballer
- Myles Lewis-Skelly (2006), voetballer